# Santuario Kinpu
Il Santuario Kinpu (金峯神社?, Kinpu-jinja) è un santuario scintoista situato nel distretto di Yoshino, nella prefettura di Nara, in Giappone. L'honden, o sala principale, è costruita nello stile nagare-zukuri.
Nel 2004 è stato designato come parte del patrimonio dell'umanità dell'UNESCO con il nome di Siti sacri e vie di pellegrinaggio nella catena montuosa di Kii.